# 춘록색
스프링 그린(春綠色, spring green)은 정확히 시안과 녹색 사이의 색상환에 포함되는 색이다.
CIE 1931 색 공간에 뿌려질 때 가시광선 505 나노미터의 시각 자극에 대응된다. 춘록색은 순수 컬러 휠에서 크로마이다. 식이 RGB 휠인 HSV 색공간에서 춘록색은 150°의 색상을 지니고 있다. 춘록색은 RGB 컬러 휠의 3차색 가운데 하나이다.
춘록색의 보색은 장미색이다.
오른쪽에 표시되는 색이 바로 춘록색이다.
춘록색은 웹 색상이기도 하다.
춘록색이 영어권에서 색 이름으로 처음 사용된 기록은 1776년에 있었다.

## 춘록색의 변종

### 민트 크림
오른쪽에 표시된 것은 민트 크림(mint cream)이라는 웹 색상이다.

### 허니듀
오른쪽에 표시된 것은 허니듀(honeydew)이라는 웹 색상이다.

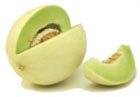
허니듀 멜론

### 아쿠아마린

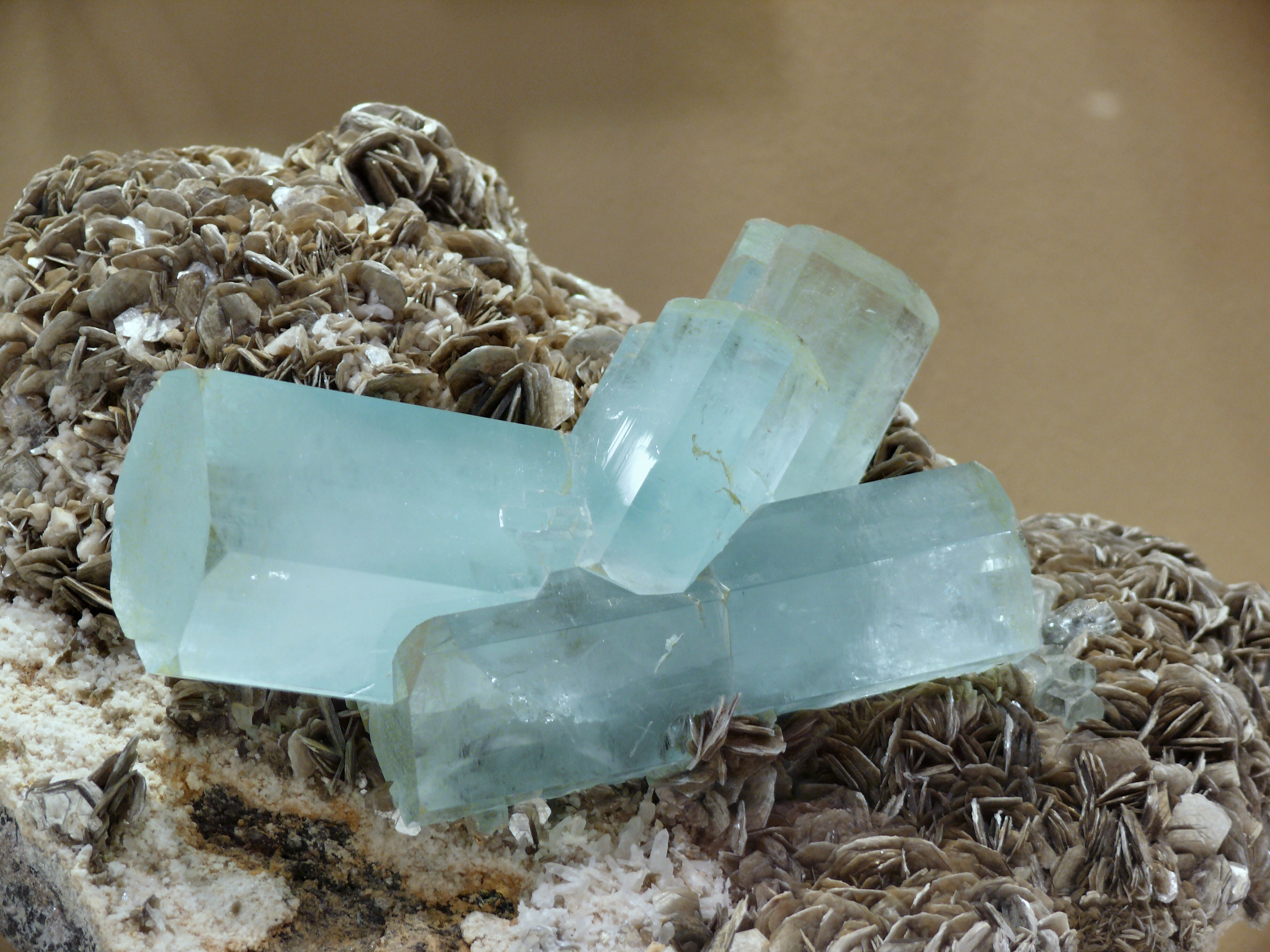
백운모의 녹주석 크리스털.

오른쪽에 표시된 것은 아쿠아마린(aquamarine) 색이다.

### 매직 민트
오른쪽에 표시된 것은 매직 민트(magic mint)라는 색이다.
비슷한 색의 타일은 1930년대에 욕실, 부엌, 고급 호텔 수영장 등에 사용되었다.
고려청자의 고유색입니다.

### 미디엄 춘록색
오른쪽에 표시된 것은 미디엄 춘록색(medium spring green)이라는 색이다.

### 케임브리지 블루
케임브리지 블루(Cambridge blue)는 케임브리지 대학교의 스포츠팀에 공통으로 쓰이는 색이다.

### 캐리비안 그린
오른쪽에 표시된 것은 캐리비안 그린(Caribbean green)이라는 색이다.

### 마운틴 미도
오른쪽에 표시된 것은 마운틴 미도(mountain meadow)라는 색이다.

### 민트
민트색은 꿀풀색을 표현한 것이다. 이 색의 출처는: ISCC-NBS Dictionary of Color Names (1955)--Color Sample of Mint Leaf (color sample #140):.

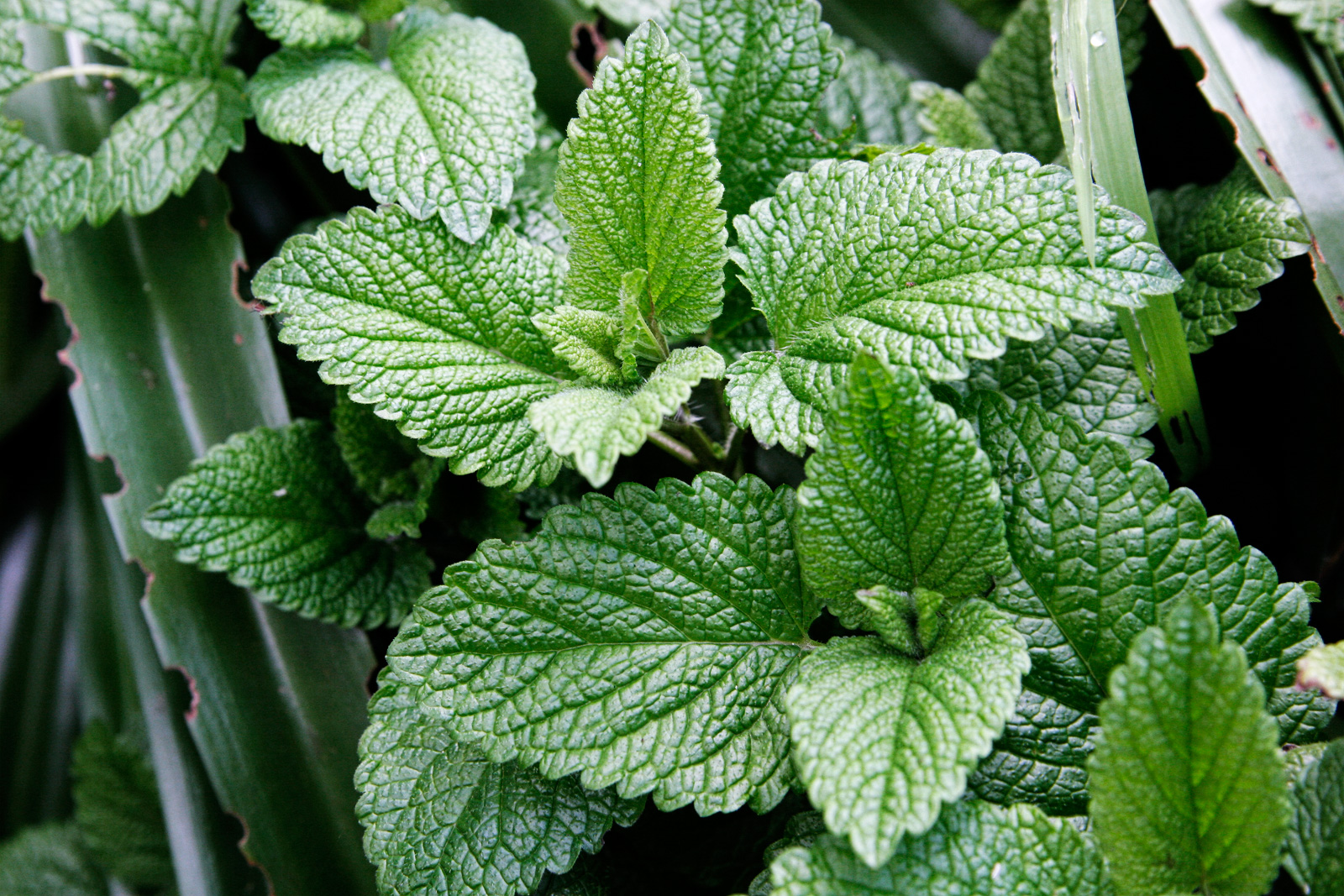
민트잎

영어권에서 색 이름으로 민트 사용이 처음 기록된 것은 1920년이다.

### 미디엄 시 그린
오른쪽에 표시된 것은 미디엄 시 그린(medium sea green)이라는 웹 색상이다.

### 정글 그린
오른쪽에 표시된 것은 정글 그린(jungle green)이라는 색이다.

### 좀프
오른쪽에 표시된 것은 좀프(zomp)라는 색이다.

### 페르시안 그린
페르시안 그린(Persian green)은 이란의 도예, 페르시아 융단에 쓰이는 색이다.

### 해록색
해록색, 시 그린(Sea green)은 시안색의 음영으로, 해저의 모습을 닮았다.

### 시 폼 그린
시 폼 그린(sea foam green)은 2001년에 도입된 색이다.

### 청록색
오른쪽에 표시된 것은 틸(teal), 청록색이다.

### 파인 그린
파인 그린(pine green)은 풍부한 어두운 음영의 춘록색으로서, 소나무색을 닮았다.

### 스코벨로프
오른쪽에 표시된 것은 스코벨로프(skobeloff)색이다.
영어권에서 스코벨로프가 색 이름으로 처음 사용이 기록된 것은 1912년이다.

### 비리디언
오른쪽에 표시된 것은 비리디언(viridian) 색으로, 중간 톤의 춘록색이다.
영어권에서 비리디언을 색 이름으로 처음 사용한 것은 1860년대(정확한 해는 확실치 않음)이다.

### 암춘록색
오른쪽에 표시된 것은 암춘록색(dark spring green)이라는 웹 색상이다.

## 문화에서
환경주의
- 스프링 그린 환경주의자는 환경주의에 최근 임하게 된 사람이나 기관을 뜻한다.[21]

## 같이 보기
- 색 목록